# ادواردو فرناندو پریرا گومز
ادواردو فرناندو پریرا گومز (انگلیسی: Dady؛ زادهٔ ۱۳ اوت ۱۹۸۱) بازیکن سابق فوتبال اهل پرتغال است که در پست مهاجم بازی می‌کرد.
وی همچنین در تیم ملی فوتبال کیپ ورد بازی کرده‌است.